# Johann Georg von Martiny
Freiherr Johann Georg von Martiny, auch Johann Georg von Martigny bzw. Johann Georg von Martini von Martinsberg (* vor 1693; † 1712), war ein kaiserlicher Feldmarschallleutnant.

## Leben
Martiny war kaiserlicher Hofkriegsrat, als er 1693 in den Freiherrnstand gehoben wurde. Im Jahr 1697 war er Mailänder Gesandter. Er erhielt am 23. August 1703 den Titel eines Generalfeldwachtmeister und wurde vermutlich am 30. März 1706 bzw. am 20. April 1705 wirklicher Generalfeldwachtmeister. Am 30. Mai 1707 erfolgte seine Beförderung zum Feldmarschallleutnant.
Martiny war vermählt mit Gräfin Anastasia Basilissa von Pergen (1679–1734), die sich 1713 in Mailand als Witwe in zweiter Ehe mit Feldmarschall Johann Hieronymus von und zum Jungen (1660–1732) vermählte.